# 77 Geniebrigade
77 Geniebrigade is een genie-eenheid van de Koninklijke Landmacht. Het enige permanente onderdeel van de brigade is een kernstaf, die is ondergebracht binnen de staf van 101 Gevechtssteunbrigade in Apeldoorn. In 2009 zijn 101 Gevechtsteunbrigade en 1 Logistieke Brigade samengevoegd tot het Operationeel Ondersteuningscommando Land (OOCL). Bij deze fusie is de Geniebrigade opgeheven.

## Aanleiding oprichting
Begin 2004 is de (kernstaf) geniebrigade opgericht in het kader van het Corps Troops Concept van de NAVO. Elk High Readiness Corps (HRF) dient in dit plan minimaal te beschikken over legerkorpstroepen (genie, luchtdoelartillerie, ISTAR e.d.). Voor het 1ste Duits/Nederlandse Legerkorps trad Nederland op als lead nation voor onder meer de geniebrigade.

## Organisatie
In vredestijd is slechts een kernstaf beschikbaar, die bij een eventuele operationele inzet kan uitgroeien tot een volledige multinationale brigadestaf. Deze kernstaf bestaat uit 48 personen, verdeeld over de Secties S1 t/m S9 en een Stafstafcompagnie.

## Operationele inzet
De staf van de geniebrigade kan binnen 20 dagen uitgroeien tot de staf die nodig is voor het aansturen van onder bevel gestelde genie-eenheden bij operationele inzet. Bij een operationele inzet heeft de geniebrigade in ieder geval de beschikking over 101 Geniebataljon en een Duits geniebataljon. Er kunnen nog andere genie-eenheden aan worden toegevoegd, afhankelijk van wat beschikbaar is en/of nodig is. 77 Geniebrigade staat bij inzet onder het bevel van de High Readiness Forces Headquarters dat zich bevindt in Münster (Duitsland).

## Reden opheffing
Door de fusie van 101 Gevechtssteunbrigade en 1 Logistieke Brigade en herschikking gevechtskracht is de kernstaf opgeheven per 2009.